# Chloroclystis cidariaria
Chloroclystis cidariaria är en fjärilsart som beskrevs av Achille Guenée 1868. Chloroclystis cidariaria ingår i släktet Chloroclystis och familjen mätare. Inga underarter finns listade i Catalogue of Life.